# Dolcetto d'Asti
Il Dolcetto d'Asti è un vino DOC la cui produzione è consentita nella provincia di Asti.

## Caratteristiche organolettiche
- colore: rosso rubino vivo.
- odore: vinoso, gradevole, caratteristico.
- sapore: asciutto, vellutato, armonico, di moderata acidità.

## Produzione
Provincia, stagione, volume in ettolitri
- nessun dato disponibile